# Франция на зимних Олимпийских играх 1936
Франция принимала участие в Зимних Олимпийских играх 1936 года в Гармиш-Партенкирхене (Германия) в шестой раз за свою историю, и завоевала одну бронзовую медаль.

## Медалисты
| Медаль | Спортсмен  | Вид спорта        | Дисциплина          |
| ------ | ---------- | ----------------- | ------------------- |
| Бронза | Эмиль Алле | Горнолыжный спорт | Мужчины, комбинация |

## Состав сборной
Францию представляли 28 спортсменов (все — мужчины), которые соревновались в 4 видах спорта: бобслее, хоккее, лыжных гонках и горнолыжном спорте.
Самым младшим участником сборной был 19-летний хоккеист Ги-Пьер Вольпер, самым старшим — 36-летний бобслеист Эмиль Клебер.
Знаменосцем был Жак Фор, лидер военного патруля (соревнования военных патрулей проходили как демонстрационные).

## Результаты

### Горнолыжный спорт
Соревнования проходили с 7 по 9 февраля на горнолыжном комплексе «Гудиберг» неподалеку от Гармиш-Партенкирхена.
Мужчины
| Спортсмен     | Соревнование           | Скоростной спуск | Скоростной спуск | Слалом  | Слалом  | Слалом | Итог        | Итог  |
| Спортсмен     | Соревнование           | Время            | Место            | Время 1 | Время 2 | Место  | Всего очков | Место |
| ------------- | ---------------------- | ---------------- | ---------------- | ------- | ------- | ------ | ----------- | ----- |
| Ролан Аллар   | Горнолыжная комбинация | 5:49,4           | 22               | 1:44,8  | 1:34,8  | 26     | 77,86       | 22    |
| Морис Лаффорг | Горнолыжная комбинация | 5:29,4           | 14               | 1:26,6  | 1:27,1  | 10     | 85,83       | 11    |
| Эмиль Алле    | Горнолыжная комбинация | 4:58,8           | 4                | 1:20,4  | 1:16,9  | 3      | 94,69       | 3     |